# La storia di un peccato
La storia di un peccato è un film muto italiano del 1918 diretto da Carmine Gallone.